# Tony Nash
Anthony James Dillon Nash, detto Tony (Amersham, 18 marzo 1936 – 17 marzo 2022), è stato un bobbista britannico.

## Biografia
Ai IX Giochi olimpici invernali (edizione disputatasi nel 1964 a Innsbruck, Austria) vinse la medaglia d'oro nel bob a due con il connazionale Robin Dixon, partecipando per la nazionale britannica e superando le due formazioni italiane. Il tempo totalizzato fu di 4:21,90 con un distacco minimo rispetto alle altre squadre classificate, che ottennero dei tempi di 4:22,02 e 4:22,63.
Inoltre ai campionati mondiali vinse diverse medaglie:
- nel 1963, medaglia di bronzo nel bob a due con Robin Dixon[3]
- nel 1965, medaglia d'oro nel bob a due con Robin Dixon
- nel 1966, medaglia di bronzo nel bob a due con Robin Dixon.